# عبد الهادي طه
عبد الهادي طه (بالإنجليزية: Abdel Hady Taha) مخرج مصري من مواليد 13 ديسمبر 1945، حصل علي بكالوريوس الفنون التطبيقية قسم التصوير عام 1970 وبدأ حياته الفنية مخرجاً للأفلام التسجيلية والمنوعات، وأولها «مأساة طفولة» عام 1970. عمل مساعد مخرج لعدد من المخرجين منهم نيازي مصطفى وعاطف سالم ويوسف مرزوق. توفي في 21 أغسطس 2013 ورصيده من الأعمال الفنية كتابة قصة وسيناريو وحوار فيلم «لست قاتلاً» عام 1989، وكتابة سيناريو فيلم «رجال بلا ثمن» عام 1993، وإخراج 11 فيلماً من 1985 وحتى 2003.

## قائمة أعماله
فيلم «تريد أن تنام» عن قصة الروسي أنطون تشيخوف
مسرحية «تلاعبني ألاعبك» بطولة محمد عوض عام 1985
فيلم «إلى من يهمه الأمر» بطولة سمير غانم عام 1985
فيلم «الداهية» بطولة ايمان ومحمود مسعود عام 1986
فيلم «الطعنة» بطولة يوسف شعبان ومعالي زايد عام 1987
فيلم «حظ من السماء» بطولة سيد زيان وعفاف شعيب عام 1988
فيلم «لست قاتلا» بطولة فريد شوقي وصابرين عام 1989
فيلم «رجال بلا ثمن» بطولة سعيد صالح وإلهام شاهين عام 1993
سهرة تليفزيونية «أحلام الشباب» بطولة وائل نور وفايزة كمال عام 1996
مسلسل «التحدي» بطولة وجدي العربي وليلى حمادة عام 1999
فيلم «سلام مربع للستات» بطولة سامي العدل عام 2003

## وصلات خارجية
- عبد الهادي طه على موقع IMDb (الإنجليزية)
- عبد الهادي طه على موقع الدهليز
- عبد الهادي طه على موقع قاعدة بيانات الأفلام العربية
- عبد الهادي طه على الدهليز
- عبد الهادي طه على كاروهات